# Christopher Paolini
Christopher James Paolini (Los Angeles, Califórnia, 17 de novembro de 1983) é um escritor americano de ascendência italiana de literatura fantástica. Ficou mundialmente famoso pela série Ciclo da Herança, dividida em quatro volumes, que já vendeu cerca de 25 milhões de exemplares mundialmente, em cerca de 41 países em que a obra foi publicada.

## Biografia
Christopher Paolini nasceu no dia 17 de novembro de 1983 em Los Angeles, Califórnia, Estados Unidos. Exceto por alguns anos em Achorage, Alasca, ele passou a vida inteira na região de Paradise Valley, no estado norte-americano de Montana. Sua família consiste dos pais e a sua irmã mais nova, Angela. Educado em casa, Paolini se formou no ensino médio aos 15 anos de idade por meio de um conjunto de cursos por correspondência credenciados da American School of Correspondence em Lansing, Illinois

## Carreira

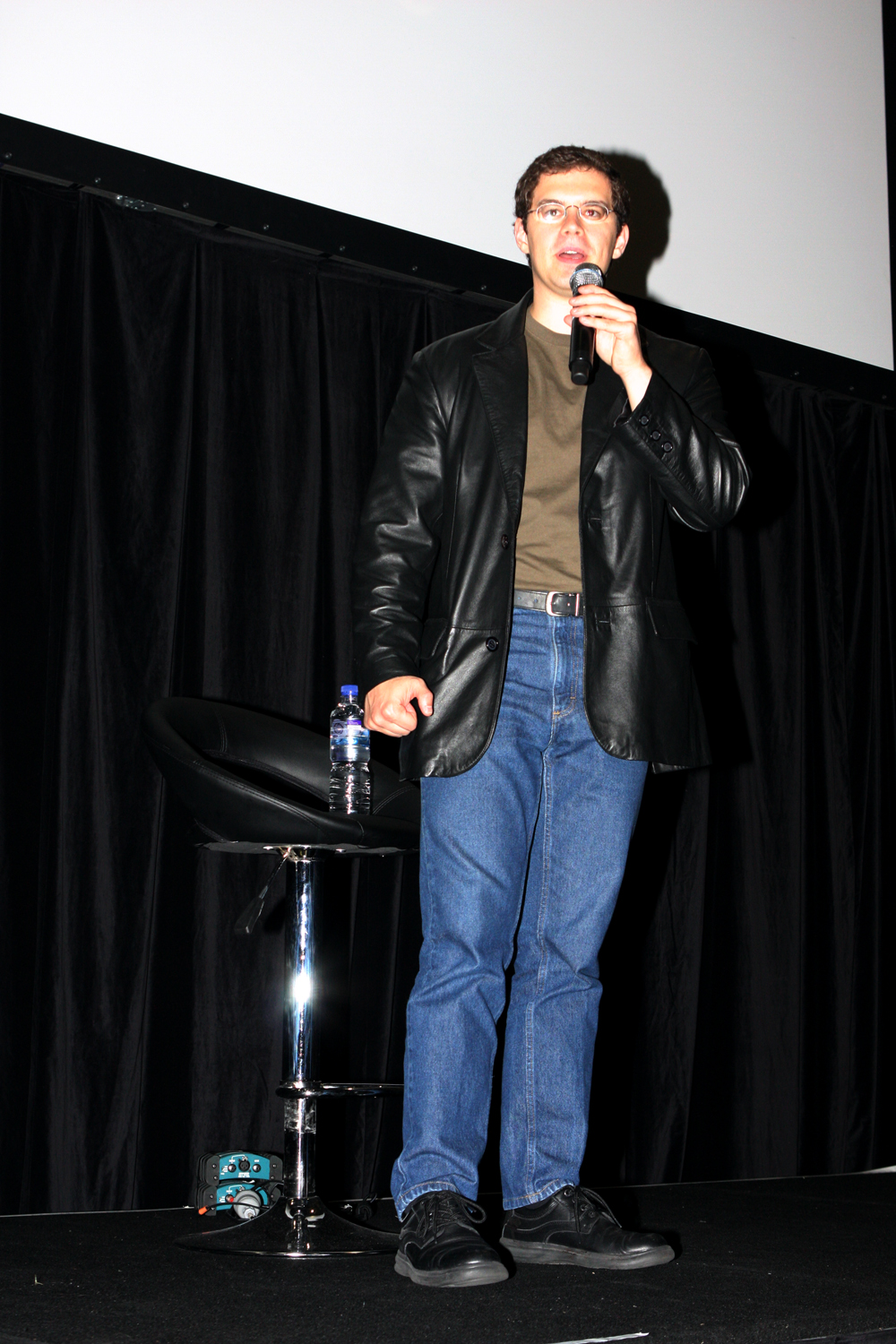
Christopher Paolini em 2012

A história de Eragon, começou com os sonhos do autor ainda adolescente. Assim que terminou o Ensino Médio, aos 15 anos de idade, Paolini resolveu que queria experimentar escrever uma história que incluía todas as coisas que ele gostava em outros romances fantásticos. O projeto começou como um hobby; ele nunca tencionaria que fosse publicado. Ele demorou um mês para planificar a trilogia inteira, então sentou-se no sofá e começou a escrever num bloco de notas. Quando ele enriqueceu seis páginas, ganhou confiança suficiente para transferir suas palavras no seu computador Macintosh, onde a maior parte de Eragon foi escrita, enquanto que algumas partes eram melhor escritas por ele à mão. Todas as personagens saíram da imaginação de Paolini, exceto Angela, baseada na sua irmã.
Demorou-lhe um ano para acabar o primeiro rascunho de Eragon. Quando Christopher leu o rascunho, ele viu o quão pobre o mesmo se encontrava. A história estava lá, no entanto, ele demorou mais um ano para rever o livro e dar aos seus pais para o lerem. Eles ficaram encantados e decidiram ajudá-lo, publicando-o na companhia editorial da família. Um terceiro ano foi passado com novas edições, desenhado a capa e criando materiais de marketing. Durante este tempo, Christopher desenhou o mapa para Eragon, assim como o conhecido olho de dragão que aparece na edição normal, vendida nas livrarias. Finalmente o livro foi lançado.
A família Paolini passou o ano promovendo o livro. Começando com as apresentações na livraria local e na escola secundária, viajaram pelos EUA. Ao todo, Paolini deu mais de 135 apresentações em livrarias entre 2002 e 2003, e fez a maioria vestido com uma roupa medieval com uma camiseta vermelha, calças de ganga pretas, botas e uma capa negra.
Em julho de 2002, o autor Carl Hiaasen, cujo enteado leu um exemplar do livro auto-publicado enquanto passava férias em Montana, levou a história ao conhecimento do seu editor, Alfred Abraham Knopf Jr., da editora Alfred A. Knopf, um selo da Random House. Michelle Frey, editora executiva da Knopf Books for Young Readers (um selo da editora Random House voltado para a literatura infanto-juvenil), contactou Christopher e sua família para perguntar se eles poderiam estar interessados em ter Knopf como editora de Eragon. A resposta foi sim, e depois de outra rodada de edição, a Random House, através de sua subsidiária, Alfred A. Knopf Publishing, publicou Eragon, em agosto de 2003. Para a edição de Knopf de Eragon, contrataram o artista John Jude Palencar para fazer a arte da capa (posteriormente, Palencar também desenharia as capas de Eldest, Brisingr e Herança).
O quarto e último livro da série, intitulado Inheritance foi lançado nos países de língua inglesa, como EUA, Reino Unido, Austrália e Canadá em novembro de 2011. No Brasil e em Portugal, o quarto e último livro foi traduzido para "Herança", tendo sido lançado em Dezembro de 2011 em Portugal, e no Brasil, em Junho de 2012. O Ciclo da Herança vendeu mais de 35 milhões de cópias.
Em 31 de dezembro de 2018, O Garfo, a bruxa e o dragão, o primeiro livro de uma série chamada Tales of Alagaësia, foi publicado e lançado ao público.
O novo romance de ficção científica de Paolini, Dormir em um mar de estrelas, foi lançado em 15 de setembro de 2020, pela Tor Books.
Em 2023, o autor expandiu seu universo chamado Fractalverse com o lançamento de Ruídos de outro mundo e retornou ao universo do Ciclo da Herança com o livro Murtagh.

## Influências e inspirações
Christopher foi educado pelos seus pais. Ele frequentemente escrevia pequenas histórias e poemas, fazendo visitas à biblioteca e lendo muito. Entre as inspirações literárias de Paolini figuram as obras de J.R.R. Tolkien, E.R. Eddison e o poema épico Beowulf. Cinco de seus livros favoritos são: os exemplares da trilogia His Dark Materials de Philip Pullman; Duna por Frank Herbert; e Anna Karenina de Leon Tolstói.
O escritor ainda disse que as montanhas e florestas de Paradise Valley (no estado de Montana), onde reside, é "uma das principais fontes de inspiração" para ele.
Christopher cresceu ouvindo muita variedade musical, mas a clássica ardeu a sua imaginação e ajudou-o a escrever. Ele ouvia freqüentemente Mahler, Beethoven e Wagner enquanto escrevia Eragon.  A batalha final de Eragon foi escrita a ouvir Carmina Burana, por Carl Orff.

## Obras

### A sérieCiclo da Herança

#### Série principal
- 'Eragon (2003)
- Eldest (2005)
- Brisingr (2008)
- Herança (2011)
- O garfo, a bruxa e o dragão (2018)
- Murtagh (2023)

#### Livros relacionados
- O guia da Alagaësia de Eragon (2009)
- The Official Eragon Coloring Book - com Ciruelo Cabral (2017)
- Tales from Alagaësia: The Fork, the Witch, and the Worm (2018)

### Fractalverse
- Dormir em um mar de estrelas (2020)
- Ruídos de outro mundo (2023)